# 視姦
視姦 （しかん）とは相手を見つめることで、相手を辱めて性的興奮を煽る行為のこと。
隠れて覗き見する窃視とは異なり、相手が見られる自覚があることを前提としての行為である。「視姦」する人間自体は相手に直接手は出さず、言葉などで命令や指示をして相手を辱めて性的興奮を煽る。